# Palms (Palms)
Palms è il primo album in studio del supergruppo statunitense omonimo, pubblicato il 25 giugno 2013 dalla Ipecac Recordings.
Il disco è stato inserito alla 17ª posizione della classifica dei 20 migliori album metal del 2013 stilata da Spin.

## Descrizione
Originariamente previsto per il 2012, la data di uscita dell'album è stata successivamente spostata al 25 giugno dell'anno seguente. Nel mese di maggio il gruppo ha rivelato la copertina e la lista tracce dell'album.
Il 30 aprile la traccia Patagonia è stata resa disponibile per l'ascolto esclusivamente su Pitchfork, mentre a partire dal 18 giugno il disco è stato reso disponibile per lo streaming sul sito della rivista Spin. Il 17 settembre è stata annunciata la realizzazione di un videoclip per la traccia d'apertura Future Warrior, il quale è stato pubblicato il 24 settembre. Il 27 maggio 2014 è stato invece pubblicato per il download digitale un remix del brano Antartic Handshake realizzato da iconAclass e deadverse.
A 10 anni dall'uscita del disco, i Palms hanno reso disponibile a sorpresa il doppio singolo Opening Titles/End Credits, contenente due brani esclusi dalla lista tracce definitiva di Palms e successivamente inclusi nella riedizione distribuita su vinile.

## Tracce
Testi e musiche dei Palms.

### Edizione standard
1. Future Warrior – 7:56
2. Patagonia – 6:41
3. Mission Sunset – 9:58
4. Shortwave Radio – 6:57
5. Tropics – 5:44
6. Antarctic Handshake – 9:42

Traccia bonus nelle edizioni giapponese e MC
1. Shortwave Radio (Demo) – 6:46

### Riedizione del 2023
1. Opening Titles – 5:56
2. Future Warrior – 7:56
3. Patagonia – 6:40
4. Mission Sunset – 10:00
5. Shortwave Radio – 6:56
6. Tropics – 5:44
7. Antarctic Handshake – 9:41
8. End Credits – 4:51

## Formazione
Hanno partecipato alle registrazioni, secondo le note di copertina:
Gruppo
- Chino Moreno – voce, chitarra
- Bryant Clifford Meyer – chitarra, tastiera
- Jeff Caxide – basso
- Aaron Harris – batteria

Produzione
- Palms – produzione
- Bryant Clifford Meyer – registrazione
- Chris Common – mastering digitale
- James Plotkin – mastering vinile
- Chuck Anderson – grafica, illustrazione
- Travis Shinn – fotografia

## Classifiche
| Classifica (2013)         | Posizione massima |
| ------------------------- | ----------------- |
| Stati Uniti               | 55                |
| Stati Uniti (alternative) | 11                |
| Stati Uniti (independent) | 13                |
| Stati Uniti (rock)        | 18                |
| Stati Uniti (tastemaker)  | 19                |